# Rhagoletis indifferens
Rhagoletis indifferens
 es una especie de insecto del género Rhagoletis de la familia Tephritidae del orden Diptera. Mary Katherine Curran la describió en 1932.
Se alimenta de frutos de Rosaceae, especialmente de Prunus. Se encuentra en el oeste y centro de Norteamérica.